# Demolishing and Building Up the Star Theatre

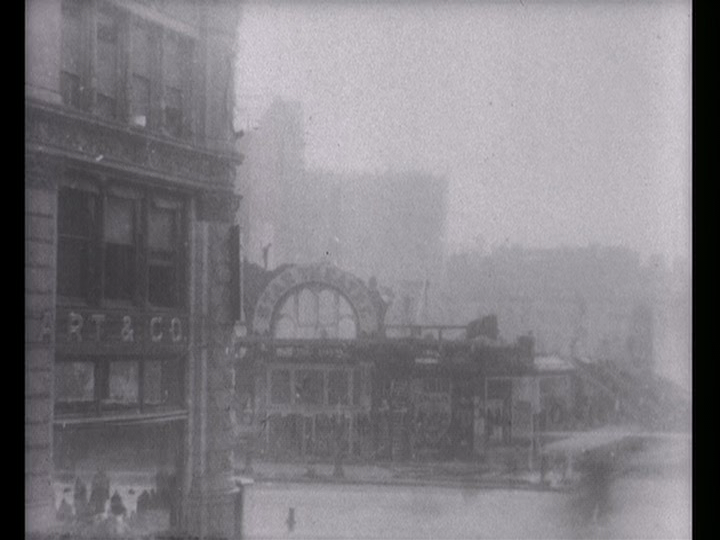
Standbild aus dem Film Demolishing and Building Up the Star Theatre (1901)

Demolishing and Building Up the Star Theatre ist ein US-amerikanischer Dokumentarfilm aus dem Jahr 1901. Regie führte Frederick S. Armitage. Der Film entstand durch American Mutoscope and Biograph Company in New York City, während das Star Theatre abgerissen wurde. Der Film wurde im April 1901 veröffentlicht.

## Filminhalt
Der Film zeigt im Zeitraffer, wie das Star Theatre in New York City abgerissen wird.

## Hintergrundinformationen
Der Film gehört zu den ersten Filmen, in den der Zeitraffer verwendet wird. Der Film wurde auch unter dem Titel Star Theatre bekannt. Im Jahr 2002 wurde der Film ins National Film Registry aufgenommen. 